# Voldemort
Voldemort, ook wel Heer Voldemort, Heer van het Duister, Jeweetwel, Hij-Die-Niet-Genoemd-Mag-Worden en officiële naam Marten Asmodom Vilijn, is een personage uit de Harry Potter-serie van de Britse schrijfster J.K. Rowling.
Hij is de ultieme vertegenwoordiger van het kwaad en wordt gezien als de aanvoerder van de Duistere Zijde. Daarmee is hij de antagonist van onder anderen Harry Potter en Albus Perkamentus. Voldemort was op Zweinstein de leerling Marten Vilijn jr. (of in de oorspronkelijke, Britse versie Tom Riddle), zoon van Marten Vilijn Sr. en Merope Mergel.
Voldemort heeft later een kind gekregen met Bellatrix van Detta; zij heette Delphini Vilijn. Delphini komt alleen voor in het toneelstuk en het daarvan afgeleide boek Het Vervloekte Kind.

## Afkomst en vroege jeugd
Het geslacht Mergel was oorspronkelijk een oud en gerespecteerd tovenaarsgeslacht en stamde rechtstreeks af van Zalazar Zwadderich, maar door inteelt, het gebrek aan intelligentie en goede manieren had de familie het respect en de rijkdom verloren.
Asmodom Mergel leefde samen met zijn zoon Morfin, die voornamelijk in sisselspraak sprak, en dochter Merope, die door de slechte behandeling die ze kreeg een deel van haar toverkracht was kwijtgeraakt, in een vervallen huisje in een vallei vlak bij Havermouth, een dreuzeldorp. Het enige van waarde dat ze hadden was het Medaillon van Zwadderich en de ring van de familie Prosper. De familie had net als de meeste 'bloedzuivere' toverfamilies een hekel aan dreuzels. Nadat Asmodom en Morfin allebei een misdaad hadden begaan tegen een dreuzel werden zij opgesloten in Azkaban. Merope leefde daarna alleen in het huisje. Ze was verliefd op Marten Vilijn, een rijke dreuzel die aan de overkant van de vallei woonde. Op een warme dag lokte ze hem waarschijnlijk het huis binnen en gaf hem een glaasje water te drinken waar een liefdesdrankje in was opgelost. (Het is ook mogelijk dat ze hem onder een Imperiusvloek hield.) Marten Vilijn werd daarop op slag verliefd op haar. Ze vluchtten samen weg en Merope raakte zwanger van hem. Ze was in de veronderstelling dat Vilijn nu ook echt van haar hield en dat het kind een reden was voor hem om bij haar te blijven, dus stopte zij met het gebruik van magie om hem bij zich te houden. Maar ze had hem verkeerd ingeschat, en meteen toen Vilijn uit zijn roes ontwaakte, vluchtte hij. Merope was hoogzwanger en zonder werk of geld. Het Medaillon van Zwadderich, het enige wat ze had, had ze voor een veel te lage prijs verkocht aan Odius en Oorlof.
Op oudejaarsavond kwam ze totaal verwaarloosd aan bij een weeshuis, waar ze diezelfde avond een zoon baarde. Ze stierf in het kraambed, maar gaf vlak voordat ze stierf aan dat ze hoopte dat haar zoon op zijn vader zou lijken en dat hij Marten Asmodom Vilijn genoemd moest worden, naar zijn vader Marten en zijn grootvader Asmodom.
Marten Vilijn jr. was, zoals zijn moeder hoopte, inderdaad een knappe jongeman. Hij verbleef zijn hele kindertijd in het weeshuis. Nooit kwam er een familielid om hem op te zoeken. Hij was een eenling en anders dan de andere kinderen; hij praatte namelijk met slangen en kon dingen laten bewegen zonder ze aan te raken. Hij werd niet onzeker of bang door deze verschillen in geaardheid, maar gebruikte ze juist om de andere kinderen in zijn macht te krijgen.
Het ultieme bewijs dat hij echt anders en in zijn ogen beter was kwam in de zomervakantie voor zijn elfde verjaardag. Albus Perkamentus zocht hem op en vertelde over zijn ware achtergrond en over de hele tovergemeenschap. Perkamentus ontdekte dat Marten een zeker gevoel voor sadisme had, dingen stal en op zeer jonge leeftijd al bijzonder dominant gedrag vertoonde. Maar bovenal zag Perkamentus dat Vilijn magisch zeer begaafd was, zij het nog ongecontroleerd.

## Periode op Zweinstein

### DeGeheime Kamer
Zo kwam het dat, terwijl Armando Wafelaar schoolhoofd was, Marten Vilijn jr. aan zijn opleiding op Zweinstein begon. Hij werd ingedeeld in de afdeling Zwadderich, en vermoedelijk kwam hij er ook al snel achter dat hij een directe afstammeling was van Zalazar Zwadderich. Daarnaast bleek hij een zeer getalenteerde tovenaar te zijn. Hoewel er tijdens zijn schooltijd vreemde incidenten plaatsvonden, kon Marten nooit betrapt worden op een misstap. Hij studeerde hard, kon goed met de leraren overweg, met uitzondering van Perkamentus, en schopte het uiteindelijk tot klassenoudste in zijn vijfde jaar.
Hoe hij aan de informatie is gekomen, is niet bekend, maar Marten ontdekte de locatie van de Geheime Kamer. Deze kon alleen geopend worden door de erfgenaam van Zwadderich, die vervolgens de gruwel die er huisde kon loslaten in de school. Zwadderich vond namelijk dat alleen bloedzuivere tovenaars mochten studeren, een punt waarop hij van mening verschilde met de overige oprichters van Zweinstein. Na een ruzie met hen was Zwadderich opgestapt, maar pas nadat hij de Geheime Kamer had gebouwd. Zijn erfgenamen konden de gruwel uit de Kamer loslaten, om zo de school van de leerlingen te zuiveren die het volgens Zwadderich niet waard waren om er te studeren.
Het geheim van de Geheime Kamer blijkt te schuilen in sisselspraak, het vermogen om met slangen te kunnen praten. Degenen die deze taal beheersen, de Sisseltongen, worden voor duistere tovenaars versleten. Het vermogen om sisselspraak te spreken is aangeboren en kan niet worden aangeleerd, behalve de uitspraak van de woorden in sisselspraak. Marten Vilijn was een Sisseltong. Zijn toenmalige 'schoolvrienden', de voorlopers van de latere Dooddoeners, waren niet op de hoogte van Martens bijzondere gave, zoals ze verder ook weinig van Marten afwisten.
Marten opende de Geheime Kamer en liet de gruwel, een basilisk, los in de school. De blik van een basilisk is dodelijk voor iedereen die hem direct in de ogen kijkt. In dit geval zou het gaan om leerlingen die niet bloedzuiver waren. Er vonden aanvallen plaats op leerlingen en de situatie werd onhoudbaar op Zweinstein. Nadat een van de leerlingen (Jammerende Jenny) de dood vond op een wc, zou de school weleens gesloten kunnen worden, tenzij de dader werd gepakt. Marten schrok hiervan, want hij beschouwde Zweinstein als zijn echte thuis. Om dit te voorkomen, besloot hij iemand anders te laten opdraaien voor zijn daden. Zijn keuze viel op Rubeus Hagrid, de latere jachtopziener en leraar Verzorging van Fabeldieren. Hagrids voorliefde voor fabeldieren werd door Vilijn tegen hem misbruikt. Hij beschuldigde Hagrid er namelijk van dat diens monsterspin Aragog de aanvallen had gepleegd. Marten Vilijn, die zich toen al Heer Voldemort liet noemen, kreeg een onderscheiding en werd in zijn zesde jaar benoemd tot hoofdmonitor. Hagrid werd als gevolg van Vilijns verraad in zijn derde leerjaar op Zweinstein van school gestuurd, maar op voorspraak van Perkamentus opgeleid tot terreinknecht en op het domein geïnstalleerd als jachtopziener.

### Na de sluiting van de Geheime Kamer
Zoals aangegeven werd Vilijn in zijn zesde jaar benoemd tot hoofdmonitor. Uiteindelijk studeerde hij af, met opmerkelijke resultaten. Omdat hij Zweinstein als zijn thuis beschouwde, solliciteerde hij bij professor Wafelaar als leraar. Deze vond hem echter nog te jong en vroeg hem op een later tijdstip terug te keren en het nog eens te proberen.
Een deel van de jonge Marten Vilijn werd door hem opgesloten in een dagboek, zijn eerste Gruzielement. Dit is tevens het eerste Gruzielement dat door Harry Potter vernietigd werd. Voordat Voldemort zijn opleiding voltooid had, bracht hij een bezoek aan Havermouth, waar zijn vader en grootouders woonden. Hij doodde hier zijn vader en grootouders en gebruikte daarvoor de toverstok van zijn oom, Morfin Mergel.

### Heer Voldemort
De naam Voldemort is door J.K. Rowling, die een universitaire graad in de Franse taal had behaald, verzonnen. Het is een samentrekking van het Franse Vol de mort - Vlucht van de dood. Deze naam is bewust gekozen vanwege Voldemorts angst voor de dood. Deze angst leiden we af uit zijn drang om onsterfelijkheid te bereiken. Hij maakte zes Gruzielementen, en samen met het deel in hemzelf had hij zijn ziel in zeven stukken verdeeld, omdat dit het krachtigste magische getal is. Onbewust creëerde hij echter nog een zevende Gruzielement, en wel in de vorm van Harry Potter. Hij maakte zoveel Gruzielementen, om te voorkomen dat hij ooit dood zou gaan. Hij vlucht dus weg van de dood. Hij is "Vol-de-mort".
Toch lijkt het erop dat Rowling zich vergist heeft. Het Franse woord "vol" betekent weliswaar "vlucht/flight" (en ook "diefstal"), maar dan in de zin van "vliegen/fly". Het Engelse en het Nederlandse woord kunnen ook "vluchten/flee" betekenen en dat lijkt hier bedoeld te zijn. De vlucht die Rowling bedoelt, wordt in het Frans met het woord "fuite" aangeduid. Correct zou "Vol-de-mort" dus "Fuite-de-mort" moeten heten, maar dat zit er nu niet meer in.
Wegens zijn afkeer van dreuzels en halfbloeden, verwierp Marten Vilijn jr. de naam die verbonden was aan zijn vader en nam een nieuwe naam aan. Hij maakte een anagram van zijn naam Marten Asmodom Vilijn, Mijn naam is Voldemort, en zo ontstond de naam van de meest gevreesde duistere tovenaar aller tijden. In de tovenaarswereld wordt zijn naam zelden of nooit uitgesproken. Meestal wordt er gesproken over Jeweetwel of Hij-Die-Niet-Genoemd-Mag-Worden, en de Dooddoeners spreken eervol over de Heer van het Duister. Er is maar een aantal tovenaars dat de naam 'Voldemort' uitspreekt. Dit zijn Albus Perkamentus, Harry Potter, Hermelien Griffel, Remus Lupos, Ginny Wemel, Sirius Zwarts en Romeo Wolkenveldt: allemaal verbonden aan de Orde van de Feniks. Perkamentus is de enige die Voldemort nog bij zijn geboortenaam noemt; later neemt Harry dit van hem over. Het noemen van de naam 'Voldemort' wordt zelfs een methode om leden van de Orde van de Feniks op te sporen als Voldemort de macht over het Ministerie van Toverkunst heeft overgenomen. In het laatste boek worden Harry, Ron en Hermelien opgespoord door zogenoemde "bloedhonden" (aanhangers van Voldemort en het Ministerie van Toverkunst die Voldemorts tegenstanders opsporen en uitleveren in ruil voor geld), omdat Harry de naam 'Voldemort' uitsprak, waarop door het Ministerie een taboe was gelegd.
In alle talen waarin de boeken zijn verschenen is de naam Voldemort een anagram van zijn geboortenaam. De Nederlandse naam Vilijn is een variatie van vilein, wat kwaadaardig betekent.
| Taal       | Echte Naam              | Anagram                  | Vertaling                                                                                           |
| ---------- | ----------------------- | ------------------------ | --------------------------------------------------------------------------------------------------- |
| Afrikaans  | ERIK MORTE DHOEWELS     | EK IS HEER WOLDEMORT     | Ik ben Heer Voldemort                                                                               |
| Bulgaars   | TOM MERSVOLOEKO RIDDAL  | TOEK SAM I LORD VOLDEMOR | Hier ben ik ook Heer Voldemort                                                                      |
| Catalaans  | TOD MORVOSC RODLEL      | SÓC LORD VOLDEMORT       | Ik ben Heer Voldemort                                                                               |
| Tsjechisch | TOM ROJVOL RADDLE       | JÁ LORD VOLDEMORT        | Ik, Heer Voldemort                                                                                  |
| Deens      | ROMEO G DETLEV JR       | JEG ER VOLDEMORT         | Ik ben Voldemort                                                                                    |
| Duits      | TOM VORLOST RIDDLE      | [ES] IST LORD VOLDEMORT  | [het] is Heer Voldemort                                                                             |
| Engels     | TOM MARVOLO RIDDLE      | I AM LORD VOLDEMORT      | Ik ben Heer Voldemort                                                                               |
| Estisch    | TOM MARVOLON RIDDLE     | MINA LORD VOLDEMORT      | Ik, Heer Voldemort                                                                                  |
| Fins       | TOM LOMEN VALEDRO       | MA OLEN VOLDEMORT        | Ik ben Voldemort                                                                                    |
| Frans      | TOM ELVIS JEDUSOR       | JE SUIS VOLDEMORT        | Ik ben Voldemort                                                                                    |
| Grieks     | ANTON MORVOL HERT       | ARCHON VOLDEMORT         | Heer Voldemort                                                                                      |
| Hebreeuws  | TOM VANDROLO RIDDLE     | ANI LORD VOLDEMORT       | Ik ben Heer Voldemort                                                                               |
| Hongaars   | TOM ROWLE DENEM         | NEVEM VOLDEMORT          | Mijn naam is Voldemort                                                                              |
| IJslands   | TREVOR DELGOME          | ÉG ER VOLDEMORT          | Ik ben Voldemort                                                                                    |
| Italiaans  | TOM ORVOLOSON RIDDLE    | SON IO LORD VOLDEMORT    | Heer Voldemort ben ik                                                                               |
| Lets       | TOMS SVERELDO MELSUDORS | ES ESMU LORDS VOLDEMORTS | Ik ben Heer Voldemort                                                                               |
| Nederlands | MARTEN ASMODOM VILIJN   | MIJN NAAM IS VOLDEMORT   | Mijn Naam Is Voldemort                                                                              |
| Noors      | TOM DREDOLO VENSTER     | VOLDEMORT DEN STORE      | Voldemort de grote                                                                                  |
| Oekraïens  | TOM YARVOLOD REDL       | YA LORD VOLDEMORT        | Ik ben Heer Voldemort                                                                               |
| Pools      | TOM MARVOLO RIDDLE      | I AM LORD VOLDEMORT      | Ik ben Heer Voldemort (in het Engels)                                                               |
| Portugees  | TOM SERVOLO RIDDLE      | EIS LORD VOLDEMORT       | Aanschouw Heer Voldemort                                                                            |
| Roemeens   | TOMAS DORLENT CRUPLUD   | SUNT LORDUL CAP-DE-MORT  | Ik ben Heer Cap-de-mort                                                                             |
| Russisch   | TOM NARVOLO REDDL       | LORD VOLAN-DE-MORT       | Heer Volan-de-Mort                                                                                  |
| Slowaaks   | TOM MARVOLOSO RIDDLE    | A SOM I LORD VOLDEMORT   | En ik ben ook Heer Voldemort                                                                        |
| Sloveens   | MARK NEELSTIN           | MRLAKENSTEIN             | (de naam van Voldemort is hier veranderd om te lijken op Frankenstein. Mrlak verwijst naar de dood) |
| Spaans     | TOM SORVOLO RYDDLE      | SOY LORD VOLDEMORT       | Ik ben Heer Voldemort                                                                               |
| Turks      | TOM MARVOLDO RIDDLE     | ADIM LORD VOLDEMORT      | Mijn naam is Heer Voldemort                                                                         |
| Zweeds     | TOM GUS MERVOLO DOLDER  | EGO SUM LORD VOLDEMORT   | Ik ben Heer Voldemort (in het Latijn)                                                               |

## Eerste Tovenaarsoorlog
Na zijn afwijzing als leraar Verweer Tegen de Zwarte Kunsten, gaat Voldemort werken voor Odius & Oorlof, een dubieuze winkel in de Verdonkeremaansteeg. Veel mensen in de tovenaarswereld vinden het onbegrijpelijk dat een goede leerling als Marten Vilijn jr. in een winkel zijn talenten vergooit. Vermoedelijk zag Voldemort in werkelijkheid een goede optie om meer magische voorwerpen te benaderen die als Gruzielement zouden kunnen dienen. Zo weet hij onder andere het Medaillon van Zwadderich en de Kelk van Huffelpuf op slinkse wijze te ontvreemden. Hierna neemt hij ontslag en verdwijnt hij.
Bij zijn terugkeer begeeft Voldemort zich naar Zweinstein en vraagt het nieuwe schoolhoofd, Albus Perkamentus, opnieuw om een baan als leraar. Perkamentus heeft echter vreemde geruchten gehoord over zijn vroegere leerling en weigert hem aan te nemen. Sindsdien is de post van leraar Verweer Tegen de Zwarte Kunsten vervloekt: niet één docent houdt het vak langer dan een jaar vol. Het krijgen van de baan was echter een bijzaak, want Voldemort kwam in eerste instantie om een Gruzielement, de Verloren Diadeem van Ravenklauw, te verstoppen in de Kamer van Hoge Nood. Hij dacht namelijk, omdat hij arrogant was, dat hij de enige was die in de Kamer van Hoge Nood kon komen.
Stukje bij beetje beginnen Voldemort en zijn volgelingen, de Dooddoeners, macht te winnen. Hij brengt een leger op de been en hoewel zijn bedoelingen onduidelijk zijn, vallen er dodelijke slachtoffers in zowel de tovenaarswereld als in de wereld van de dreuzels. Het Ministerie van Toverkunst doet er alles aan om Voldemort tegen te werken, zij het op een weinig doeltreffende manier. Perkamentus richt de Orde van de Feniks op, die zich het doel stelt om Voldemort en zijn volgelingen te vervolgen. Tot deze orde behoren onder anderen Rubeus Hagrid, Alastor Dolleman, James & Lily Potter, Sirius Zwarts, Minerva Anderling en Frank & Lies Lubbermans.
Het is tijdens deze periode dat ook Severus Sneep, actief als Dooddoener, een gesprek hoort tussen Perkamentus en Sybilla Zwamdrift. Hij hoort een deel van de profetie over Voldemort en zijn mogelijke ondergang en brieft dit aan hem over. Nog voor de val van Voldemort, beseft Sneep dat zijn grote liefde Lily Potter hierbij dodelijk gevaar loopt en hij sluit zich aan bij de Orde van de Feniks. Voldemort denkt te weten op wie de profetie slaat en wil Harry Potter doden. De familie Potter is echter verborgen door de Fideliusbezwering in de Halvemaanstraat en kan alleen gevonden worden als hun Geheimhouder de locatie prijsgeeft. Sirius Zwarts, de beste vriend van James, zou eerst de Geheimhouder zijn, maar hij deed dit uiteindelijk niet en droeg die taak over aan Peter Pippeling, omdat niemand dit zou verwachten. Pippeling verraadt de Potters aan Voldemort en sluit zich aan bij de Dooddoeners. Voldemort doodt James en Lily Potter. Hij gebruikt Avada Kedavra, de Vloek des Doods, ook op Harry maar door de bescherming van oude magie die zijn moeder hem gaf, kaatste de vloek terug, vernietigde het lichaam van Voldemort en splitste zijn ziel opnieuw. Een deel van zijn ziel kwam in Harry Potter terecht, die in feite ongewild een Gruzielement werd en het andere deel leefde zonder lichaam voort. Voldemort werd nog net van de dood gered doordat hij eerder Gruzielementen had gemaakt waarin hij delen van zijn ziel had opgeslagen.

## Interbellum

### Harry Potter en de Steen der Wijzen
Voldemort had zich dan wel zo goed als onsterfelijk gemaakt door het vervaardigen van Gruzielementen, zijn lichaam was nu vernietigd en de magie om een weer fysieke vorm aan te nemen kon hij niet alleen uitvoeren. Zijn zwarte schim bleef bestaan en hij vluchtte naar het bos in Albanië. Daar verbleef hij tien jaar en gebruikte lichamen van dieren (bij voorkeur van slangen), die het maar tijdelijk uit konden houden. Als de elfjarige Harry Potter voor het eerst voet in Zweinstein zet, probeert Voldemort de Steen der Wijzen te stelen. De Steen der Wijzen, die door Albus Perkamentus in de school is verborgen, biedt de mogelijkheid tot het vervaardigen van het levenselixer. De drinker van dit elixer is in staat om de dood uit te stellen. Voldemort neemt bezit van het lichaam van professor Krinkel, de leraar die daar voor het eerst Verweer Tegen de Zwarte Kunsten geeft, om zo de steen te bemachtigen. Op de dag waarop Rubeus Hagrid de Steen meeneemt naar Zweinstein wordt er ingebroken in de kluis waar de Steen was opgeborgen. Vervolgens leeft Voldemort op het bloed van eenhoorns. Aan het einde van het schooljaar komt Krinkel door de beveiligingen heen bij de Spiegel van Neregeb. Harry, Ron en Hermelien komen samen door de beveiligingen heen en voorkomen dat Krinkel de Steen bemachtigt. Krinkel wordt hierbij gedood. Voldemort is weer verslagen en heeft nog steeds geen lichaam.

### Harry Potter en de Geheime Kamer
Wanneer Harry tweedejaars is, doet zich een nieuwe kans voor Voldemort voor om te herrijzen dankzij de Dooddoener Lucius Malfidus. Lucius laat het magische dagboek van Marten Vilijn, het eerste Gruzielement dat Voldemort vroeger aan Lucius heeft gegeven, in handen vallen van Ginny Wemel. Langzaamaan wordt het stukje ziel van Voldemort aangewakkerd door alles wat Ginny in het dagboek schrijft. Vilijn laat Ginny de Geheime Kamer openen zodat de basilisk wordt vrijgelaten. Uiteindelijk leidt hij haar naar de Geheime Kamer zelf. Harry en zijn vrienden komen er echter op tijd achter en gaan ook de Geheime Kamer in om Ginny te redden. Harry doodt vervolgens de basilisk en doorboort het dagboek met een tand van de basilisk, waarvan het gif een van de weinige dingen is die Gruzielementen kunnen vernietigen. Niemand wist toen echter dat het hier om een Gruzielement ging, behalve Perkamentus, die vermoedde dat het heel duistere magie was.

### Harry Potter en de Gevangene van Azkaban
Een jaar later doet zich de kans voor wanneer Peter Pippeling, bijgenaamd Wormstaart, zijn ware aard toont. Pippeling is verantwoordelijk voor het verraad van de Potters aan Voldemort. Hij heeft echter Sirius Zwarts, de peetoom van Harry, voor dit verraad laten opdraaien. Zwarts heeft 12 jaren in Azkaban doorgebracht en is van plan zijn naam te zuiveren en zijn plaats als peetoom op te eisen. Het blijkt dat Wormstaart zich jaren heeft voorgedaan als de rat van Ron. Wormstaart wist echter te ontkomen aan de wraak van zijn vroegere vrienden Sirius Zwarts en Remus Lupos, en vluchtte naar het bos in Albanië, waar hij uiteindelijk weer de Heer van het Duister ontmoette en later hem zal helpen te herrijzen, wat voorspeld was door Sybilla Zwamdrift.

## Herrijzenis

### Harry Potter en de Vuurbeker
Weer een jaar later heeft Voldemort aan krachten gewonnen, doordat Wormstaart zich bij hem voegt en ook de trouwe Dooddoener Bartolomeus Krenck Jr. zich aan Voldemorts zijde schaart. Samen bedenken ze een plan waarin Harry Potter een belangrijke rol speelt. Krenck ontvoert Alastor Dolleman en gebruikt wisseldrank om hem te vervangen als leraar Verweer Tegen de Zwarte Kunsten op Zweinstein. Hij zorgt tijdens het schooljaar ervoor dat Harry Potter in het Toverschool Toernooi een kampioen wordt en uiteindelijk wint. Harry besluit echter om samen met Carlo Kannewasser de trofee te pakken, niet wetend dat Krenck hiervan een Viavia heeft gemaakt die hem naar Voldemort zal leiden.
Harry en Carlo komen op het kerkhof terecht waar Marten Vilijn sr. is begraven. Harry komt hierachter en probeert te vluchten met Carlo, maar dan komt Wormstaart tevoorschijn en voorkomt dit. Hij doodt Carlo en zet Harry vast terwijl hij een ritueel uitvoert. Bij dit ritueel offert hij zijn vlees willend op, neemt onwetend een bot van de vader en neemt met geweld bloed af van de gehate (van Harry). Nadat dit plan succesvol ten uitvoer is gebracht beschikt Voldemort eindelijk over genoeg kracht om zijn lichaam terug te winnen en machtiger te worden. Hij wil het bloed van Harry gebruiken om dezelfde bescherming te krijgen die Harry veertien jaar geleden heeft gered tegen zijn vloek zodat hij hem aan kan raken en zelfs doden.
Na de herrijzenis geven de meesten van de vroegere Dooddoeners gehoor aan de roep van hun meester en verschijnselen op het kerkhof. Er volgt een duel tussen Voldemort en Harry Potter waarbij geen van beiden lijkt te kunnen winnen, maar Harry wel gemarteld wordt door Voldemort. Hun toverstokken bevatten een identieke kern en hierdoor gebeurt niet wat men zou verwachten bij een duel. In plaats daarvan komen er schimmen uit de toverstok (o.a. zijn ouders en Carlo) van Voldemort (Priori Incantatem) die Harry de mogelijkheid geven te ontkomen.

## Tweede tovenaarsoorlog

### Harry Potter en de Orde van de Feniks
Hoewel Voldemort is herrezen, houdt hij zich opvallend rustig. Het Ministerie van Toverkunst weigert de beweringen van Harry Potter en Albus Perkamentus te geloven dat Voldemort is teruggekeerd. Inmiddels heeft Perkamentus echter de Orde van de Feniks weer bij elkaar geroepen en proberen ze de plannen van Voldemort te dwarsbomen. Voldemort blijkt uit te zijn op de profetie die Sybilla Zwamdrift jaren eerder heeft gedaan. Hoewel Severus Sneep hem heeft afgeluisterd, is niet de hele profetie bekend bij Voldemort. Een registratie van de profetie is echter opgeslagen in het Ministerie van Toverkunst. Voldemort komt er na de aanval van Nagini op Arthur Wemel achter dat er een connectie bestaat tussen hem en Harry. Hij misbruikt deze connectie om Harry te manipuleren zodat hij zou komen om zijn peetvader Sirius Zwarts te komen redden in het Departement van Mystificatie. In werkelijkheid had Voldemort Sirius echter niet te pakken. Als Harry en zijn vrienden Ron, Hermelien, Loena Leeflang, Marcel Lubbermans en Ginny Wemel aankomen in het Departement van Mystificatie worden ze opgewacht door Dooddoeners. Ze worden uiteindelijk achtervolgd en hierbij wordt de profetie vernietigd en Sirius Zwarts gedood. Als de registratie van de profetie wordt vernietigd, ontsteekt Voldemort in woede en gaat, samen met Bellatrix van Detta, het duel aan met Albus Perkamentus en Harry. Hij probeert Perkamentus zo ver te krijgen om Harry en zichzelf te doden, maar Perkamentus kent Voldemort en doet dit niet. Omdat Voldemort zich in het openbaar toont, in aanwezigheid van de Minister van Toverkunst, wordt zijn terugkeer erkend door het Ministerie en hoeft hij zich niet meer 'ondergedoken' te houden.

### Harry Potter en de Halfbloed Prins
In dit boek lijkt de Tweede Tovenaarsoorlog te zijn begonnen. Voldemort heeft zijn Dooddoeners verzameld, heeft de Reuzen aan zijn zijde en de Dementors zorgen voor een continue bedrukte stemming. De Tovenaarsgemeenschap en de Dreuzelwereld lijken steeds meer naar elkaar toe te groeien omdat Voldemort geen onderscheid maakt in zijn slachtoffers. Terwijl Perkamentus zich verdiept in de Gruzielementen en daar Harry in mee laat denken, heeft Voldemort een ander plan bedacht. Om wraak te nemen op Lucius Malfidus, geeft hij Draco Malfidus de opdracht om Perkamentus te doden. Als dit niet lukt, zal dit vermoedelijk de dood van Draco betekenen. Omdat Narcissa Malfidus, de moeder van Draco, doodsangsten uitstaat, vraagt zij aan Severus Sneep om Draco te beschermen. Sneep is nog steeds de vertrouweling van Perkamentus en schijnt dat ook van Voldemort te zijn.
De ware trouw ligt echter bij Perkamentus en deze doet een enorm beroep op de nieuwe leraar Verweer Tegen de Zwarte Kunsten. Het is de bedoeling van Perkamentus dat Sneep hem doodt. Perkamentus deed de Ring met de Steen van Wederkeer om zijn vinger in de haast om zijn gestorven moeder en zus terug te brengen en lijdt zo aan de gevolgen van een dodelijke vloek. Sneep verdringt deze vloek echter tot in de rechterhand, maar vertelt aan Perkamentus dat de vloek uiteindelijk zich weer zal verspreiden en tot de dood leiden. Het zal een tijd duren voor hij aan die vloek sterft, maar dat geeft Sneep de mogelijkheid om zijn trouw bij Voldemort te bewijzen en tegelijkertijd Perkamentus uit zijn lijden te verlossen.

### Harry Potter en de Relieken van de Dood
Het lijkt Voldemort allemaal voor de wind te gaan, zeker na de dood van Perkamentus. Harry Potter wordt bewaakt, maar zal het huis van zijn oom en tante moeten verlaten als hij meerderjarig wordt. Het huis biedt dan niet langer bescherming. Voldemort deed er alles aan om Harry te doden tijdens zijn transport. Hierbij worden er 'zeven Potters' gemaakt door middel van wisseldrank en elke Potter krijgt een bewaker. De echte Harry gaat op de vliegende motor van Sirius mee met Hagrid. Ze worden al snel omsingeld door Dooddoeners, aangezien Sneep de dag van het transport had doorgegeven aan Voldemort. Hedwig, Harry's uil wil de echte Harry beschermen, daardoor weten de Dooddoeners wie de echte Harry is. Voldemort verschijnt en kan blijkbaar zonder hulpmiddel vliegen. Iedereen weet te ontsnappen behalve Alastor Dolleman en Hedwig, Harry's uil, die beide worden gedood.
Voldemort en zijn Dooddoeners proberen Harry te vinden en te doden. Deze blijft echter goed verborgen en vordert gestaag met zijn zoektocht naar de Gruzielementen. Een speciale rol is weggelegd voor de ontvoerde toverstokkenmaker Olivander. Voldemort wil van hem weten hoe hij kan voorkomen dat hetzelfde effect optreedt als op het kerkhof. Hij moet een toverstok hebben die in staat is om Harry te doden. Olivander raadde aan een staf van een ander te gebruiken en Voldemort gebruikte eerst de staf van Lucius Malfidus. Tijdens de achtervolging van de zeven Potters deed Harry's staf iets bijzonders, waardoor de staf van Lucius doormidden brak.
Tijdens de zoektocht naar Gruzielementen kwamen Harry en Hermelien aan in Goderics Eind, de voormalige woonplaats van de Potters, de familie Perkamentus en Mathilda Belladonna een oude vriend van de familie Perkamentus. Harry en Hermelien brengen een bezoek aan haar en uiteindelijk blijkt de echte Mathilda dood te zijn en te zijn vervangen door Nagini, de slang en Gruzielement van Voldemort. Nagini waarschuwt Voldemort en Harry en Hermelien ontglippen hem op een seconde na.
Het hoofdkwartier van Voldemorts organisatie bevond zich op het landgoed van de familie Malfidus. Uiteindelijk worden Harry, Ron en Hermelien opgepakt omdat Harry de naam van Voldemort, waar een Taboe op rust, uitspreekt. Ze worden meegebracht naar Villa Malfidus, maar weten te ontsnappen voordat Voldemort daar aankomt.
Voldemort is intussen op zoek naar de Zegevlier om zo de band tussen zijn staf en die van Harry te overkomen. Hij gaat eerst op zoek naar Stavlov, een Oost-Europese stafmaker, die ooit in het bezit blijkt te zijn geweest van de Zegevlier. Hij vertelt hem dat het gestolen is en Voldemort komt met Legilimentie erachter dat dit een blonde tovenaar was. Na de bijna-confrontatie met Harry in het huis van Mathilda Belladonna vindt Voldemort een foto van diezelfde tovenaar, die Harry uit zijn 'visioen' bekend voorkwam en dus de foto mee wilde nemen, maar liet vallen. Hij realiseert zich dat dit Gellert Grindelwald, de grootste duistere tovenaar van voor Voldemort, is. Hij bezoekt hem in de gevangenis Normengard, waar Perkamentus hem heeft opgesloten. Grindelwald vertelt niets en wordt uiteindelijk gedood door Voldemort. Hierop komt hij erachter dat Perkamentus de Zegevlier had afgepakt van Grindelwald toen hij hem versloeg en opsloot in zijn eigen gevangenis. Ten slotte gaat Voldemort naar de tombe van Perkamentus en opent die om de Zegevlier in handen te krijgen.
Pas als de Beker van Huffelpuf uit de kluis van Bellatrix van Detta in Goudgrijp wordt gestolen realiseert hij zich dat ze misschien achter zijn Gruzielementen aan zitten. Hij besluit hierop alle Gruzielementen te controleren: eerst de Ring van de Mergels dan het Medaillon van Zwadderich. Het Diadeem van Ravenklauw is volgens hem veilig opgeborgen in Zweinstein. Na het controleren van de twee Gruzielementen komt hij erachter dat ze allebei weg zijn en versterkt de beveiliging van Nagini en gaat naar Zweinstein, waar Harry, Ron en Hermelien inmiddels op zoek zijn naar het Diadeem van Ravenklauw. Hierbij wordt Alecto Kragge verlamd, maar kon nog net Voldemort waarschuwen voordat ze werd verlamd. Hij begint een beleg van Zweinstein en houdt de school in gijzeling, net zo lang dodend tot Harry zich bij hem meldt. Uiteindelijk weet Harry Voldemort te doden.

### Harry Potter en het Vervloekte Kind
In dit boek is Voldemort al dood, maar als zijn dochter Delphini Vilijn terug in de tijd reist met een tijdverdrijver, zien we Voldemort wel. Ook zien we hem wanneer Scorpius Malfidus en Albus Potter terug in de tijd reizen en de tijd proberen te veranderen. Op het einde gebruikt Harry een spreuk om in Voldemort te veranderen om zo Delphini te misleiden vlak voor het moment dat Voldemort Harry's ouders vermoordt.

## Voldemorts dood
Uiteindelijk zijn alle Gruzielementen vernietigd. Harry vertelt Marcel Lubbermans dat het essentieel is dat de slang van Voldemort wordt gedood, wat er verder ook gebeurt, voordat hij het Verboden Bos inloopt om zich over te geven aan Voldemort. Hierop begeeft hij zich, wetende dat hijzelf een Gruzielement is, richting zijn aartsvijand. In het gezelschap van onder andere Bellatrix van Detta, staan Voldemort en Harry opnieuw lijnrecht tegenover elkaar. Harry doet niets en Voldemort treft hem met de Vloek des Doods. Voldemort kon Harry nu alsnog niet doden, omdat het bloed van Harry met de bescherming van zijn moeder door zijn aderen stroomde. Draco Malfidus was de laatste persoon die Perkamentus ontwapende. Sneep doodde hem vervolgens en werd om deze reden door Voldemort gedood en dacht dat hij hierdoor de ware meester van de Zegevlier werd. De ware meester was echter Draco, wiens staf bij de ontsnapping van Harry uit Villa Malfidus werd afgepakt door Harry, wat van Harry nu de ware meester van de Zegevlier maakte.
Het Gruzielement in Harry is vernietigd, maar Harry zelf leeft nog. In zijn "bijna-doodervaring" heeft Harry een ontmoeting met de inmiddels al gestorven Albus Perkamentus. Deze legt alle vragen van Harry uit en weet hem te vertellen dat Harry niet dood is. Als Harry bij zijn positieven komt, houdt hij zich dood en laat zich in de armen van Hagrid door Voldemort, die werd teruggeschoten bij het vervloeken van Harry, naar het kasteel van Zweinstein vervoeren. Voldemort roept zichzelf uit tot winnaar, beweert de slag gewonnen te hebben door de held Harry Potter te doden. In de schok die dit bij iedereen veroorzaakt, weet Marcel zich te herinneren wat Harry gezegd had over Nagini. Als de Sorteerhoed aan zijn voeten valt, met daarin het Zwaard van Griffoendor, aarzelt hij geen moment en doodt Nagini, het laatste Gruzielement.
Dan laat Harry het ongelijk van Voldemort zien: hij leeft nog. Dit keer ontstaat er een duel en weer spreekt Voldemort de Vloek des Doods uit over Harry. Omdat Harry echter de rechtmatige eigenaar is van de Zegevlier waarmee hij dit doet, kaatst de vloek terug op de Ontwapeningsspreuk van Harry en treft Voldemort. Zo sterft Marten Asmodom Vilijn, oftewel Heer Voldemort, in Zweinstein.

## Gruzielementen
Tijdens zijn schoolperiode op Zweinstein heeft Voldemort informatie vergaard over het vervaardigen van Gruzielementen. Zijn toenmalige leraar Toverdranken, Professor Slakhoorn, vertelt hem dat Gruzielementen tot de meest duistere vorm van de Zwarte Kunsten behoren. Een Gruzielement bevat een deel van de ziel van een tovenaar. Echter, om zijn ziel te kunnen splitsen, moet de tovenaar in kwestie de meest verwerpelijke daad mogelijk plegen: een moord. De jonge Voldemort had een hoog aanzien op Zweinstein en Slakhoorn zag er weinig kwaad in om de leergierige jongen van wat algemene informatie te voorzien. Marten Vilijn was vooral geïnteresseerd in de mogelijkheid om meerdere Gruzielementen te vervaardigen, om zo zijn onsterfelijkheid te waarborgen. Omdat zeven het sterkste magische getal is, vraagt hij Slakhoorn of het mogelijk is om zoveel Gruzielementen te maken. Hoewel Slakhoorn schrikt, vertelt hij Marten, dat het waarschijnlijk heel goed mogelijk is. Een tovenaar die zijn ziel echter zodanig verminkt, zal een vervloekt leven leiden.
Het is duidelijk dat Voldemort in zijn opzet geslaagd is om zijn ziel te splitsen. In Harry Potter en de Relieken van de Dood, komt de lezer te weten welke Gruzielementen hij heeft vervaardigd, hoe ze zijn beschermd en hoe deze vervloekte voorwerpen kunnen worden vernietigd. Hieronder staat een overzicht van de Gruzielementen. Het laatst genoemde Gruzielement was een verrassing, want noch Perkamentus, noch Voldemort zelf was er zeker van dat Harry, door de teruggekaatste Vloek des Doods, zelf een Gruzielement zou zijn.

### Het dagboek van Marten Vilijn
Dit Gruzielement is gemaakt tijdens zijn periode op Zweinstein. Het dagboek werd door Lucius Malfidus tussen de boeken van Ginny Wemel geplaatst. Zij schreef hier veel in en werd uiteindelijk behekst en overgenomen door het stukje ziel van Marten Vilijn. Ze werd hierdoor gedwongen tot het openen van de Geheime Kamer en ging er vervolgens ook zelf in. Harry vernietigde het echter met een giftand van de gedode basilisk. Niemand wist toen echter dat het dagboek een Gruzielement was. Zelfs Perkamentus wist dit niet, maar vermoedde wel dat er zeer duistere magie aanwezig was.

### Ring van de Mergels
De Ring van de Mergels was erfgoed dat oorspronkelijk afkomstig was van Cadmus Prosper, een van de gebroeders Prosper, die volgens een mythe de Dood tegenkwamen en elk één prijs mochten kiezen. Cadmus koos iets dat de doden terug kon brengen en kreeg de Steen van Wederkeer. Hij verwerkte het in deze ring die generatie op generatie werd doorgegeven en bij de Mergels terechtkwam, onwetend van zijn ware waarde. Voldemort was zich zeer waarschijnlijk niet bewust van het bestaan van de Steen van Wederkeer toen hij het Gruzielement maakte.
Perkamentus spoorde deze ring op, wetend dat de Steen van Wederkeer erin verwerkt was. Om deze reden deed hij de ring ook om, om zijn moeder en zus terug te brengen. De ring was echter vervloekt en Perkamentus werd dodelijk vervloekt. Hij wist het Gruzielement echter met het Zwaard van Griffoendor, dat het vergif van de gedode Basilisk in de Geheime Kamer had opgenomen, te vernietigen. Hij verstopte vervolgens de Steen van Wederkeer in de snaai die hij Harry in zijn erfenis nalaat.

### Medaillon van Zwadderich
Marten Vilijn stal dit medaillon van Orchidea Smid, nadat het in eerste instantie door zijn moeder voor tien galjoenen aan Odius & Oorlof was verkocht. Hij maakte er een Gruzielement van en verstopte het in een grot in de buurt van het strand waar hij als kind kwam met de andere weeskinderen. Om erbij te komen moest men met een bootje naar een eilandje in het midden van een meer dat zich in de grot bevond. Op dat eilandje stond een bassin. Hieruit moest vervolgens alle vloeistof gedronken worden. Door deze vloeistof te drinken ziet degene die het drinkt de meest vreselijke dingen die hem ooit zijn overkomen en wordt men dorstig. Zo zag Perkamentus zijn zus die hij niet wilde laten vermoorden. Voldemort liet Knijster deze vloeistof drinken en plaatste het medaillon in het bassin.
Harry en Perkamentus gaan aan het einde van Harry Potter en de Halfbloed Prins naar deze grot om het Gruzielement te vinden. Het medaillon dat ze uiteindelijk vinden is geen Gruzielement, maar is geplaatst door R.A.Z., met een briefje erin waarin staat dat hij het oorspronkelijke medaillon wil vernietigen. Uiteindelijk komt Harry erachter dat R.A.Z. Regulus Arcturus Zwarts is.
Regulus Zwarts kwam onder andere na het verhaal van Knijster achter de plannen van Voldemort en liet zich door Knijster naar de grot en het bassin in het midden ervan leiden. Vervolgens dronk hij zelf de vloeistof op en liet Knijster het echte Gruzielement meenemen met de opdracht om het te vernietigen. Dit lukte Knijster echter niet, hij verstopte het medaillon in het huis van de familie Zwarts en het werd uiteindelijk (na Sirius Zwarts' dood) door Levenius Lorrebos gestolen. Lorrebos moest het afstaan aan Dorothea Omber. Harry, Ron en Hermelien stalen uiteindelijk het medaillon uit het ministerie, maar konden het niet vernietigen. Pas toen Harry en Ron het Zwaard van Griffoendor vonden kon het medaillon vernietigd worden. Harry opende het medaillon met sisselspraak. De schimmen van Harry en Hermelien verschenen om Ron te weerhouden maar Ron vernietigde toch het medaillon vervolgens met het zwaard.

### Beker van Huffelpuf
De Beker van Huffelpuf is door Vilijn gestolen tijdens zijn werk voor Odius & Oorlof. Hij liet de Beker opslaan in de kluis van Bellatrix van Detta in Goudgrijp. Toen Harry, Ron en Hermelien uit Villa Malfidus ontsnapten werd Hermelien ondervraagd over hoe ze aan het Zwaard van Griffoendor kwamen. Ze hoorden haar ook zeggen dat het in haar kluis hoorde te staan. Omdat ze heel bezorgd zou klinken, leidden ze hieruit af dat er waarschijnlijk iets waardevols van Voldemort in haar kluis zat. Ze besloten hierop in Goudgrijp in te breken met de hulp van Grijphaak, tegen betaling in de vorm van het Zwaard van Griffoendor.
Uiteindelijk weten Harry, Ron, Hermelien en Grijphaak in te breken in de kluis van Bellatrix. Ondanks de zware beveiligingen, waaronder het vermenigvuldigen en brandend heet worden van een voorwerp bij aanraking, weten ze de Beker van Huffelpuf te bemachtigen, maar kunnen het niet vernietigen. Wanneer ze weer in Zweinstein zijn, gaan Ron en Hermelien naar de Geheime Kamer en vernietigt Hermelien Griffel het met een giftand van de Basilisk.

### Diadeem van Ravenklauw
Voldemort kwam door de geest van Helena Ravenklauw, in de vorm van de geest van Ravenklauw, de Grijze Dame, te weten waar het Verloren Diadeem van Ravenklauw was verstopt. Helena Ravenklauw was namelijk de dochter van Rowena Ravenklauw, een van de medeoprichters van Zweinstein, en stal haar Diadeem met de wens om net zo wijs en slim te worden. Uit schaamte vluchtte ze naar Albanië en verstopte ze het Diadeem in een holle boom.
Met die kennis ging Voldemort naar Albanië en vond het Verloren Diadeem van Ravenklauw. Hij maakte er een Gruzielement van en verstopte het in de Kamer van Hoge Nood, toen hij voor de tweede keer naar Zweinstein kwam om leraar te worden. Harry kwam het onbewust tegen in zijn zesde jaar, toen hij het boek van Toverdranken dat ooit van de Halfbloed Prins was geweest verstopte. Hij onthield de plek als een kast met daarop een buste van een man met een pruik en een diadeem. Dit herinnert hij ook na lang nadenken wanneer hij een jaar later naar het Diadeem op zoek is. Wanneer hij het gaat zoeken, worden ze achtervolgd door Draco Malfidus, Vincent Korzel en Karel Kwast. Na een achtervolging roept Korzel Duivelsvuur op. Dit vuur vernietigt het diadeem en Ron schopt het terug de kamer in, waarna de deuren sluiten.

### Nagini
Nagini is de slang die Voldemort altijd bij zich heeft. Nadat hij erachter komt dat Harry achter zijn Gruzielementen aanzit, beveiligt hij haar met een bezwering. Ze zweeft dan in een bol waar niets doorheen kan. Hij laat haar alleen even vrij in het Krijsende Krot wanneer hij haar gebruikt om Sneep te doden. Wanneer hij denkt Harry Potter te hebben gedood draagt hij haar weer (onbeschermd) om zijn schouders. Marcel Lubbermans pakt, wanneer de Sorteerhoed van zijn hoofd voor zijn voeten valt, het Zwaard van Griffoendor uit de hoed en hakt Nagini's kop er af. Hiermee vernietigt hij het laatste Gruzielement en is Voldemort sterfelijk.

### Harry Potter
Het Gruzielement in Harry Potter is onbewust 'gemaakt' toen de Vloek des Doods terugkaatste. Niemand wist hiervan, maar Perkamentus vermoedde uiteindelijk dat dit zeer waarschijnlijk het geval was. Harry kwam hier via de herinneringen van Sneep achter. Toen hij zich overgaf aan Voldemort, kon deze hem niet doden. Dit kwam zowel door het feit dat de Zegevlier niet zijn eigen meester kon doden als door het feit dat het bloed van Harry, met daarin de bescherming van zijn moeder, ook door de aderen van Voldemort stroomde. De Vloek des Doods vernietigde wel het Gruzielement, maar doodde Harry (voor de tweede maal) niet.

### Voldemort
Het laatste stukje van de ziel van Voldemort ging samen met hem ten onder in het laatste duel dat hij had met Harry Potter. Zijn Vloek des Doods kaatste terug op de Ontwapeningsspreuk (Expelliarmus) van Harry Potter.

## Sterkten en zwakten

### Sterkten
Voldemort was een uiterst bekwame tovenaar. Volgens velen was Albus Perkamentus de enige die hem in een duel kon verslaan.

#### Onzichtbaarheid
Net als Perkamentus kan Voldemort zich onzichtbaar maken. Dit komt door een zogenaamde Kameoflagespreuk, een uiterst sterke camouflagespreuk waardoor ze volledig onzichtbaar kunnen worden. Voldemort maakt hier gebruik van wanneer hij de tombe van Perkamentus openmaakt. Hierbij wordt duidelijk dat zijn lichaam ook voor zichzelf onzichtbaar wordt.

#### Vliegen
Voldemort kan zonder bezem of ander vliegend voorwerp vliegen. Hij maakt hier gebruik van in de achtervolging van de zeven Potters in het begin van Harry Potter en de Relieken van de Dood. Hij leert dit ook aan Severus Sneep, die ook vliegt vlak voor de Slag om Zweinstein.

#### Gruzielementen
Door de zeven Gruzielementen is Voldemort in feite onsterfelijk zolang de Gruzielementen bestaan. Hij is hiermee waarschijnlijk de persoon die het dichtst bij onsterfelijkheid kwam, naast Nicolaas Flamel.

### Zwakten
De meest belangrijke zwakte van Voldemort was dat hij geen vriendschap of liefde kende. Zelfs de Dooddoeners waren geen vrienden, maar eerder onderdanen. Hij was ook nauwelijks menselijk. Dit kwam voornamelijk door het maken van vele Gruzielementen. Daarnaast was Voldemort overmoedig. Hij dacht de kleine Harry Potter aan te kunnen, maar zag daarbij de Oude Magie (liefde) over het hoofd. Hetzelfde geldt voor het vertrouwen in zijn volgelingen en zijn Gruzielementen. De manier waarop Lucius Malfidus het dagboek behandelde en de Dooddoeners die Harry keer op keer lieten ontsnappen zijn hier voorbeelden van. Ook zijn Gruzielementen werden uiteindelijk vernietigd. Hierdoor werkten al zijn pogingen om de voorspelling dat Harry Potter hem zou verslaan ongedaan te maken averechts: door zijn eigen acties te beginnen met de moordaanslag op het gezin Potter, maakte hij zelf Harry Potter tot zijn gevaarlijkste tegenstander.

## Familie Mergel
| Thomas Vilijn | Thomas Vilijn | Thomas Vilijn | Thomas Vilijn | Thomas Vilijn     | Thomas Vilijn     |                   |                   | Mary Vilijn           | Mary Vilijn       | Mary Vilijn | Mary Vilijn | Mary Vilijn   | Mary Vilijn   |               |               | Asmodom Mergel | Asmodom Mergel | Asmodom Mergel | Asmodom Mergel | Asmodom Mergel | Asmodom Mergel |               |               |               |               |
| Thomas Vilijn | Thomas Vilijn | Thomas Vilijn | Thomas Vilijn | Thomas Vilijn     | Thomas Vilijn     |                   |                   | Mary Vilijn           | Mary Vilijn       | Mary Vilijn | Mary Vilijn | Mary Vilijn   | Mary Vilijn   |               |               | Asmodom Mergel | Asmodom Mergel | Asmodom Mergel | Asmodom Mergel | Asmodom Mergel | Asmodom Mergel |               |               |               |               |
|               |               |               |               |                   |                   |                   |                   |                       |                   |             |             |               |               |               |               |                |                |                |                |                |                |               |               |               |               |
|               |               |               |               |                   |                   |                   |                   |                       |                   |             |             |               |               |               |               |                |                |                |                |                |                |               |               |               |               |
|               |               |               |               | Marten Vilijn Sr. | Marten Vilijn Sr. | Marten Vilijn Sr. | Marten Vilijn Sr. | Marten Vilijn Sr.     | Marten Vilijn Sr. |             |             | Merope Mergel | Merope Mergel | Merope Mergel | Merope Mergel | Merope Mergel  | Merope Mergel  |                |                | Morfin Mergel  | Morfin Mergel  | Morfin Mergel | Morfin Mergel | Morfin Mergel | Morfin Mergel |
|               |               |               |               | Marten Vilijn Sr. | Marten Vilijn Sr. | Marten Vilijn Sr. | Marten Vilijn Sr. | Marten Vilijn Sr.     | Marten Vilijn Sr. |             |             | Merope Mergel | Merope Mergel | Merope Mergel | Merope Mergel | Merope Mergel  | Merope Mergel  |                |                | Morfin Mergel  | Morfin Mergel  | Morfin Mergel | Morfin Mergel | Morfin Mergel | Morfin Mergel |
|               |               |               |               |                   |                   |                   |                   |                       |                   |             |             |               |               |               |               |                |                |                |                |                |                |               |               |               |               |
|               |               |               |               |                   |                   |                   |                   | Marten Asmodom Vilijn |                   |             |             |               |               |               |               |                |                |                |                |                |                |               |               |               |               |

## Parallellen
Gezien de parallel van Voldemorts ideologie met racisme en nazisme is het niet verwonderlijk dat vaak op parallellen tussen Voldemort en Adolf Hitler zijn gewezen. Daarbij heeft Voldemort eveneens zijn moeizame relatie met zijn vader met Hitler gemeen. Stalin vertoont eveneens deze gelijkenis met Voldemort (Stalins vader mishandelde hem). Daarbij koos ook Stalin een andere naam met als doel respect en angst af te dwingen. Verder is er een grote gelijkenis met Macbeth: door zijn pogingen een tegen hem gerichte voorspelling ongedaan te maken, bekrachtigt hij juist zelf deze voorspelling. Tevens vertoont Voldemort overeenkomsten met de superschurk Sauron van Tolkien, die eveneens uit zowel de macht als zijn lichaam was verdreven maar die eveneens terugkeerde. Bovendien bestaan overeenkomsten tussen de Ene Ring waarin Sauron een deel van zijn essentie in overbracht en die hem in staat stelde de dood van zijn fysieke lichaam te overleven, en Voldemorts Gruzielementen.